# 利勒博讷
利勒博讷（法語：Lillebonne，法語發音：[lilbɔn]）是法国滨海塞纳省的一个市镇，属于勒阿弗尔区。

## 地理
利勒博讷（49°31'15"N, 0°32'15"E）面积14.66 平方千米，位于法国诺曼底大区滨海塞纳省，该省份为法国北部沿海省份，其西部及北部濒大西洋英吉利海峡，东起顺时针与索姆省、瓦兹省、厄尔省和卡爾瓦多斯省接壤。
与利勒博讷接壤的市镇（或旧市镇、城区）包括：塞纳河畔基耶伯夫、格吕谢-勒瓦拉斯、兰托、塞纳河畔热罗姆港、圣安托万拉福雷、圣让德福勒维尔、拉特里尼泰迪蒙。

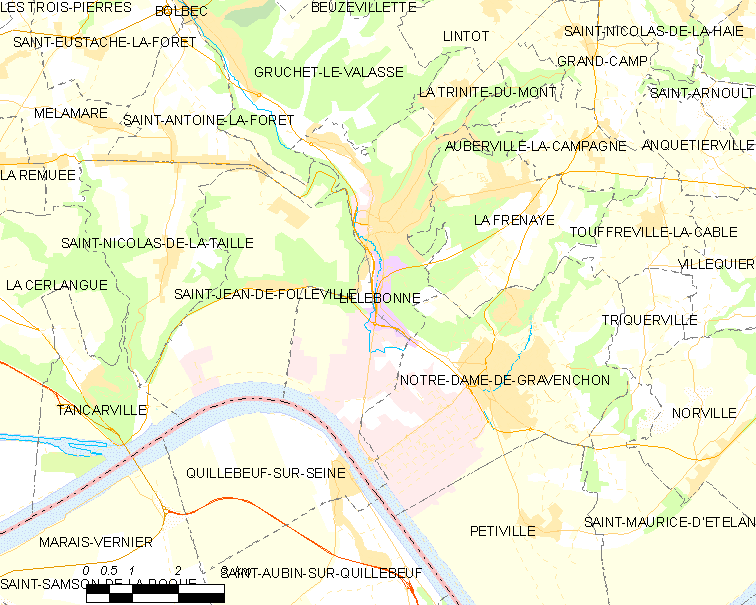
利勒博讷的OSM定位图

利勒博讷的时区为UTC+01:00、UTC+02:00（夏令时）。

## 行政
利勒博讷的邮政编码为76170，INSEE市镇编码为76384。

## 政治
利勒博讷所属的省级选区为博尔贝克县。

## 人口

1962-2008年间利勒博讷人口变化图示

利勒博讷于2022年1月1日时的人口数量为8708人。